# Драшко Петровић
Мр. Драшко Петровић (рођен 1965. године у Београду) је бивши генерални директор Телекома Србије и члан управног одбора ФК Црвена звезда.
Завршио је Правни факултет у Београду, а магистрирао је на Саобраћајном факултету. Драшко Петровић је са братом близанцем Мирком био један од обновитеља рада Демократске омладине 1990, поставши касније високи функционер Демократске странке Србије.